# Maloritxenske
Maloritxenske (en (ucraïnès): Малоріченське, en rus: Малореченское, Malorétxenskoie) és un poble de la República Autònoma de Crimea a Ucraïna, que el 2014 tenia 1.313 habitants. Pertany al districte rural d'Aluixta.